# UFAG C.I
Die UFAG C.I war ein österreichisches Militärflugzeug.

## Entwicklung
Die C I wurde im Jahr 1917 bei der Ungarischen Flugzeugwerke AG, Budapest-Albertfalva, entwickelt. Im Mai/Juni des Jahres entstanden zwei Prototypen. Die Serienproduktion bei UFAG begann im Frühjahr 1918 und umfasste 126 Stück. Bei den Phönix Flugzeugwerken wurde das Aufklärungsflugzeug in Lizenz gebaut. Die UFAG C.I wurde hauptsächlich an italienischen Kriegsschauplätzen eingesetzt.

## ZAAG Ehrlich V
Bei der Zentral-Aviatik- und Automobil-Ges.m.b.H. (ZAAG) wurde 1924 der Umbau einer C I der Serie 161.100 zu einem „Schnellkurierflugzeug“ umgesetzt. Der von Karl Ehrlich konstruierte Typ erhielt hinter dem Pilotensitz eine geschlossene Kabine für zwei Fluggäste und ein leicht geändertes Leitwerk sowie geänderte Tragflächen. Als A-18 zugelassen wurde mit ihm in St. Pölten am 17. Mai 1925 von Theo Denhart erstmals ein Fallschirmabsprung aus einem Kabinenflugzeug ausgeführt.

## Technische Daten
| Kenngröße             | Daten (C I)                                      | Daten (Ehrlich V)                                |
| --------------------- | ------------------------------------------------ | ------------------------------------------------ |
| Besatzung             | 2                                                | 1                                                |
| Passagiere            | –                                                | 2                                                |
| Länge                 | 7,20 m                                           | 7,6 m                                            |
| Spannweite            | 10,69 m                                          | 10,0 m                                           |
| Höhe                  | 2,92 m                                           | 3,1 m                                            |
| Flügelfläche          |                                                  | 31 m²                                            |
| Flächenbelastung      |                                                  | 40,3 kg/m²                                       |
| Leistungsbelastung    |                                                  | 6 kg/PS                                          |
| Leermasse             | 750 kg                                           | 850 kg                                           |
| Startmasse            | 1050 kg                                          | 1250 kg                                          |
| Triebwerk             | ein wassergekühlter 6-Zylinder-Reihenmotor Hiero | ein wassergekühlter 6-Zylinder-Reihenmotor Hiero |
| Leistung              | 230 PS (169 kW)                                  | 200 PS (147 kW)                                  |
| Höchstgeschwindigkeit | 190 km/h                                         | 160 km/h                                         |
| Gipfelhöhe            | 4900 m                                           |                                                  |
| Flugdauer             | ca. 3 h                                          |                                                  |
| Bewaffnung            | 2–3 Maschinengewehre                             | –                                                |